# Khóc blóck
"Khóc blóck" (cách điệu viết hoa toàn bộ) là một đĩa đơn của nữ ca sĩ kiêm sáng tác nhạc người Việt Nam Phùng Khánh Linh, phát hành ngày 28 tháng 5 năm 2025 bởi Black Swan Label. Đây là đĩa đơn mở đường thứ ba cho album phòng thu thứ ba của cô Giữa một vạn người, dự kiến sẽ ra mắt mùa thu 2025. Ca khúc thuộc thể loại alternative rock và pop-punk, lột tả trạng thái giận dữ của cô gái khi bị phản bội trong tình yêu và quyết định chia tay để chấm dứt sự tổn thương phải nhận.

## Sáng tác
Bài hát dài 2 phút 57 giây, thể hiện sự bùng nổ cảm xúc của cô gái khi bị lừa dối bởi người yêu. Trong cơn giận dữ, cô thét lên giải phóng những cảm xúc bị kìm nén quá lâu, sẵn sàng "chặn liên lạc, khóc cho hết, và bước tiếp". "Khóc blóck" đi theo dòng nhạc alternative rock và pop-punk. Ca khúc do Đại Lâm, Phú Phạm đồng sản xuất, sáng tác bởi Phùng Khánh Linh, và Carson Hogan đảm nhận hòa âm chính. Trong quá trình sáng tác, Phùng Khánh Linh đã chịu ảnh hưởng từ làn sóng pop rock cuối thập niên 90 – đầu những năm 2000, là thời kỳ giao thoa các thể nhạc alternative rock, grunge và post-punk.
Sáng tác lần đầu được Phùng Khánh Linh chấp bút vào tháng 11 năm 2023, trong giai đoạn cô phải đối mặt với những cảm xúc tiêu cực, hỗn độn bên trong nội tâm, cảm giác bị phản bội. Tiêu đề ca khúc mang tính chơi chữ, ghép hai từ tiếng Việt và tiếng Anh vào với nhau theo xu hướng đặt tên của các bài nhạc Việt đương thời như "See Tình", "Bắc Bling",... Nữ ca sĩ cho biết muốn đặt một cái tên thật khó đoán với khán giả để gây sự tò mò, tìm kiếm, và cô đã dùng từ "blóck" vì nó mang năng lượng "dữ dội, quyết liệt" và đúng với tinh thần ca khúc. Để nhấn mạnh thêm cảm xúc mạnh mẽ mà điệu nhạc đem lại, nữ ca sĩ cũng cho in hoa toàn bộ tựa bài.
Bản nhạc được mô tả là kết hợp giữa tiếng guitar "gai góc", tiếng trống "sống động" cùng lớp synth indie pop "nhuần nhuyễn". Toàn bộ bản thu được Carson thực hiện trên chiếc laptop cá nhân, với cây đàn guitar và bàn phím MIDI 25 phím, ngay trên giường trong lúc anh đang chuyển nhà. Cấu trúc bài hát mở đầu với tiếng guitar và tiếng trống dồn dập, những dòng tâm trạng bức bối, tức giận liên tục tuôn ra qua mỗi câu hát. Điệp khúc (chorus) "Khóc blóck! I don't wanna see you anymore" được đặt làm điểm nhấn và bao gồm cả tiêu đề bài hát. Theo sau mỗi câu chorus sẽ là tiếng guitar được đặt tràn ngập trong bài, và những âm thanh dữ dội chỉ kết thúc ở cuối bài khi nữ ca sĩ cất lời "Em phải đi về thôi", như một lời tự chấp nhận cho tình cảm đã không còn.
Với "Khóc blóck", giận dữ không bị Phùng Khánh Linh nhìn nhận như là biểu hiện của yếu đuối hay mất kiểm soát, mà được tôn vinh như một bước tiến để lắng nghe chính mình và vượt qua tổn thương phải chịu đựng quá lâu. Khi bật "Khóc blóck", cô mong muốn người nghe sẽ cảm nhận được "luồng adrenaline bùng nổ – cảm giác khiến bạn muốn bật khóc thật to trong xe hơi hoặc hét theo trong những đêm diễn live" và gọi đây là ca khúc dành cho những ai từng xin lỗi vì cảm xúc của mình nhưng giờ đây chọn đón nhận nó "bằng tất cả sự dữ dội và chân thực". Chủ đề bài hát mang tính nhất quán với hai đĩa đơn (single) trước đó của nữ ca sĩ: từ cảm giác u buồn ở "Ước anh tan nát con tim", đến nỗi đau day dứt trong "Em đau", và sau cùng là bùng nổ giận dữ với "Khóc blóck".

## Phát hành
Bài hát chính thức phát hành dưới định dạng audio vào lúc 18:00 (UTC+07:00) ngày 28 tháng 5 năm 2025, thông qua các nền tảng nghe nhạc trực tuyến. "Khóc blóck" là đĩa đơn mở đường thứ ba cho album phòng thu tiếp theo của nữ ca sĩ, mang tên Giữa một vạn người. Tạo hình chủ đạo cho lần trở lại này là một cô gái tóc trắng ẩn mình sau tấm màn mờ – tượng trưng cho sự đè nén và mắc kẹt trong cơn bão cảm xúc bị xem là "quá mức" phải giấu đi. Cô lẩn khuất ở "lưng chừng giữa khao khát được thấy và nỗi sợ bị nhìn thấu", và giờ đây được giải phóng qua tiếng hát mãnh liệt xuyên suốt ca khúc. Phùng Khánh Linh cũng đi theo phong cách thời trang emo girl, thể hiện sự cá tính và nổi loạn, trong thời gian quảng bá sản phẩm.

## Tiếp nhận
Sau một ngày ra mắt, bản audio ca khúc thu về gần 40 nghìn lượt xem trên YouTube và tạo được dư luận sôi nổi trên các trang mạng xã hội. 4 ngày kể từ thời điểm phát hành, bản audio YouTube tiếp tục đạt 130 nghìn lượt xem. Tính đến ngày 5 tháng 6 năm 2025, video tích lũy tổng cộng 170 nghìn lượt xem sau hơn một tuần đăng tải – một con số khiêm tốn so với các dự án cùng thời điểm trên thị trường âm nhạc. Đa số bình luận về sản phẩm là tích cực, trong đó nhiều người đã chia sẻ sự đồng cảm đối với thông điệp bài hát, cho biết "Khóc blóck" "chạm đúng vào nỗi lòng của những người từng trải qua sự giằng xé trong tình yêu, sự mệt mỏi khi phải kìm nén cảm xúc". Một số ý kiến so sánh phần guitar ở đoạn chorus với bài "Say It Ain’t So" của ban nhạc rock Weezer. Các quan điểm ngược lại cho rằng lời ca bài vẫn còn thiếu điểm nhấn và những câu hát cao trào, góp ý Phùng Khánh Linh nên cải tiến lời nhạc để "đỡ sến" hơn", song vẫn ghi nhận tinh thần thể nghiệm âm nhạc của cô.
Ở những ý kiến phê bình từ báo chí và giới chuyên môn, bài hát được ghi nhận là một "cú bẻ lái táo bạo" từ nữ ca sĩ trong sự nghiệp âm nhạc. Tạp chí Harper Bazaar's Việt Nam đánh giá "Khóc blóck" là một "bản nhạc pop-punk dữ dội, cuộn trào cảm xúc và tôn vinh giận dữ như một tuyên ngôn cá nhân", gọi Phùng Khánh Linh là nghệ sĩ "hồi sinh tinh thần pop rock của thập niên 2000" khi dòng nhạc này không còn phổ biến với đại chúng. Dù mang giai điệu "đầy năng lượng", song người nghe vẫn "dễ dàng bắt gặp sự từng trải, cảm xúc nguyên bản mà Phùng Khánh Linh luôn đặt vào âm nhạc [...] sự hòa trộn giữa kỹ thuật và cảm giác, bùng nổ mà không mất kiểm soát". Báo Tuổi Trẻ Cười nhận xét hài hước về "Khóc blóck" đã "gói gọn cả một bộ phim tình cảm Gen Z", và ví tên bài như "một status TikTok, ngắn gọn mà drama, khiến khán giả vừa nghe đã muốn bấm replay".
Trong một bài phê bình chi tiết, cây bút Nam Trần từ trang Zing News đã gọi sản phẩm âm nhạc mới nhất của nữ ca sĩ là một bước đi "mạo hiểm" bởi thuần chất "rock" thay vì chỉ lồng ghép chúng ở một mức nhất định ở hai single mở đường đầu tiên. Ngoài khen ngợi sự thành công của Phùng Khánh Linh và nhà sản xuất Carson Hogan trong việc giữ vững được mạch adrenaline qua cách xử lý câu hát nhịp ngắn dễ thuộc, tác giả cũng chỉ ra rằng việc cô theo đuổi dòng nhạc không còn chuộng người nghe là một "con dao hai lưỡi": một mặt có thể mở rộng biên độ âm nhạc của mình tới giới nghe nhạc rock tại Việt Nam, nhưng mặt khác khiến cô càng kén khán giả đại chúng hơn. Hơn thế nữa, bài hát đã không tạo ra một cấu trúc âm nhạc mới mà đi theo cách sản xuất an toàn của thể loại này, đi kèm là giọng hát Phùng Khánh Linh còn khá "hiền" khi đặt cạnh nền nhạc bạo liệt phía sau. Ở cuối bài, người viết dự đoán bài hát sẽ còn khó thành công hơn "Em đau", nhưng vẫn có tiềm năng thu thêm được một tệp fan mới qua "Khóc blóck".

## Đội ngũ sản xuất
Thông tin được lấy từ phần ghi công cuối video âm nhạc của bài hát.

### Âm nhạc
| - Giám đốc sản xuất: Lâm Hoàng Việt - Ca sĩ: Phùng Khánh Linh - Nhạc sĩ: Phùng Khánh Linh - Giám đốc âm nhạc: Đại Lâm, Phú Phạm - Sản xuất nhạc: Đại Lâm, Phú Phạm, Carson Hogan - Biên nhạc: Carson Hogan - Biên giọng: Phùng Khánh Linh | - Sản xuất giọng: Phạm Hải Âu, Nowhereman87 - Huấn luyện giọng hát: Nguyễn Thăng Long - Thu âm giọng hát: Minchu (@Fly High Studio) - Nhạc cụ: Carson Hogan, Blossom (@BS Studio) - Mastering: Chris Gehringer (@Sterling Sound New York, Hoa Kỳ) |

### Hình ảnh
| - Đơn vị sản xuất: DOLOVEEMAKEART club - Ý tưởng: Hồ Việt Quân, UIN - Đạo diễn: Hồ Việt Quân, UIN - Trợ lý đạo diễn: Phan Tùng - Đạo diễn hình ảnh: Hậu Lee - Đạo diễn nghệ thuật: UIN - Sản xuất: Duy Thảo - Trợ lý sản xuất: Trần Văn Khôi - D.O.P: Hậu Lee - Cam OP: Hậu Lee, Hồ Việt Quân - Chỉnh nét: Lâm Thắng - Ánh sáng: Thông Cine - Trợ lý máy quay: Bình Cine - Chỉ đạo hiện trường: Kháng Hy - Trợ lý hiện trường: Hoàng Bi - Dựng cảnh: Thái Nhứt Team - Chỉ đạo trang phục: Hồ Việt Quân - Stylist: Harry Võ | - Nghệ sĩ trang điểm: Võ Minh Đức - Nghệ sĩ làm tóc: Hiền Korea - Làm móng: Quinada - Chuyên gia ballet: Phương Thu - Trang phục: Ragged Romances, Nguyễn Tường Vy, Ayser Kris - Offline editing: KINGDUCKINTHELAKE - Online editing: Hồ Việt Quân - Chỉnh màu: Hồ Việt Quân - VFX: Hồ Sỹ Minh - Hiệu ứng 3D: Nhật Linh - Quay phim hậu trường: Nguyễn Xuân Trung - Nhiếp ảnh: Wuan Nguyễn Minh - Retoucher: Wuan Studio - Thiết kế DI: Wuan Studio - Nhà thuê: CineHanoi - Hậu cần: MP Team - Trợ lý stylist: Linh Đan |

### Khác
- Quản lý nghệ sĩ: Black Swan Label
- Giám đốc quản lý: Lâm Hoàng Việt
- Truyền thông: Quỳnh Nguyễn
- Đạo diễn thiết kế hình ảnh: Nguyễn Thái Đức Anh
- Quản lý nội dung truyền thông: Phạm Minh Quân
- Trợ lý hãng đĩa: Lê Quốc Đạt
- Đánh chữ: Chung Bùi Trí Tín
- Điều hành nội dung truyền thông: Dương Thanh Nguyễn, Trương Đại Phú, Lê Nguyễn Thiện Phú, Tô Kim Thành

## Lịch sử phát hành
| Khu vực | Ngày                | Định dạng                       | Phiên bản | Nền tảng                                   | Hãng                 | Chú thích    |
| ------- | ------------------- | ------------------------------- | --------- | ------------------------------------------ | -------------------- | ------------ |
| Quốc tế | 28 tháng 5 năm 2025 | Phát trực tuyến Tải kỹ thuật số | Gốc       | Spotify • Apple Music • Zing MP3 • YouTube | +84 Vietnam New Wave | [ 6 ] [ 22 ] |